# Equivalència (traducció)
En traductologia i semàntica, l'equivalència dinàmica i l'equivalència formal són els principals enfocaments de la traducció. Respectivament, donen prioritat al significat o l'estructura literal del text d'origen. Eugene Nida encunyà aquests termes amb relació a les traduccions de la Bíblia.

## Enfocaments de traducció
L'equivalència formal posa l'accent en la fidelitat a les particularitats lèxiques i l'estructura gramatical de la llengua d'origen, mentre que l'equivalència dinàmica sol reproduir-ne les idees de manera més natural en la llengua d'arribada.
Segons Eugene Nida, que encunyà el terme, l'equivalència dinàmica és «la qualitat d'una traducció en la qual el missatge del text original ha estat transferit a la llengua receptora de manera que la "resposta" del "receptor" és essencialment la mateixa que la dels receptors originals». L'objectiu és que un lector que sàpiga llegir les dues llengües entengui el significat de les dues versions de manera similar.
Cap al final de la seva vida, Nida es distancià del terme equivalència dinàmica i preferí equivalència funcional. El terme equivalència funcional transmet la idea que no només cal traçar una equivalència entre la funció del text d'origen en la cultura d'origen i la funció del text d'arribada (la traducció) en la cultura d'arribada, sinó que també es pot concebre la funció com una propietat del text en si. L'equivalència funcional es pot associar a «com interacciona la gent en cultures».
Sant Jeroni, patró dels traductors, resumia el seu ideal de traducció de la manera següent: «non verbum e verbo, sed sensum exprimere de sensu» (‘[tradueixo] no pas paraula per paraula, sinó el sentit a partir del sentit’).
Maimònides feu una distinció semblant en una carta enviada al seu traductor, Samuel ibn Tibon, el 1199. Hi deia:
| « | Plantejo una regla: tot traductor que provi de reproduir cada paraula literalment i sigui esclau de l'ordre de les paraules i frases de l'original es trobarà amb grans dificultats i obtindrà un resultat dubtós i corrupte. No és el mètode adequat. Primer, el traductor hauria de mirar de copsar el significat del subjecte i, després, representar-lo amb una claredat impecable en l'altra llengua. Tanmateix, això no es pot fer sense canviar l'ordre de les paraules, convertir moltes paraules en una de sola, o viceversa, a fi que el subjecte sigui del tot intel·ligible en la llengua a la qual tradueix. | » |

Maimònides era, doncs, partidari de l'equivalència dinàmica/funcional, encara que possiblement no tenia en compte la funció cultural del text. Sí que rebutja clarament l'equivalència formal com un enfocament «dubtós i corrupte».

## Teoria i pràctica
Com que l'enfocament d'equivalència funcional evita un calc rígid de l'estructura gramatical del text original i prefereix una reproducció més natural en la llengua d'arribada, de vegades es fa servir quan la llegibilitat de la traducció preval sobre la conservació de l'estructura gramatical original.
En general, l'equivalència formal és més aviat un objectiu que una realitat. Per començar, una llengua pot tenir una paraula per a un concepte sense equivalent directe en una altra llengua. En casos com aquest, es pot recórrer a una traducció més dinàmica o es pot encunyar un neologisme en la llengua d'arribada per representar aquest concepte (ocasionalment en forma de manlleu de la llengua d'origen).
Com més substancials siguin les diferències entre les llengües d'origen i d'arribada, més difícil d'entendre pot ser una traducció literal que no modifiqui les paraules en la llengua d'arribada. Per altra banda, l'equivalència formal permet que els lectors que també coneixen la llengua d'origen puguin analitzar l'expressió del significat en el text original, a més de preservar girs idiomàtics, recursos literaris (com les estructures quiàstiques de la Bíblia hebrea) i la dicció per conservar la informació original i possibles matisos semàntics.

## Petites diferències entre equivalents aproximats
Sandy Habib apuntà que les paraules per dir àngel en àrab, hebreu i anglès tenen connotacions lleugerament diferents. Això provoca diferències religioses i culturals sobre qüestions com ara si els àngels són immortals o capaços de fer mal, així com el color de les seves ales i altres punts del seu aspecte. Guilad Zuckermann, que se centra en el metallenguatge semàntic natural, considera que aquestes ínfimes distincions entre lexemes de llengües diferents representen un obstacle considerable a l'hora de fer traduccions que compleixin els requisits de precisió i concisió.